# Paulo Valentim
Paulo Valentim (ur. 20 listopada 1932 w Barra do Piraí, zm. 9 lipca 1984 w Buenos Aires) – piłkarz brazylijski, występujący podczas kariery na pozycji napastnika.

## Kariera klubowa
Karierę piłkarską Paulo Valentim zaczął w klubie Guarani Volta Redonda w 1950 roku. W latach 1954–1956 grał w Clube Atlético Mineiro. Z Atlético Mineiro trzykrotnie zdobył mistrzostwo stanu Minas Gerais – Campeonato Mineiro w 1954, 1955 i 1956 roku. W latach 1956–1960 grał w Botafogo FR. Z Botafogo zdobył mistrzostwo stanu Rio de Janeiro – Campeonato Carioca w 1957 roku.
W latach 1960–1965 występował w Argentynie w Boca Juniors. Z Boca Juniors trzykrotnie zdobył mistrzostwo Argentyny w 1962, 1964 i 1965 roku. W latach 1965–1966 występował w São Paulo FC. Karierę zakończył w meksykańskim Atlante FC.

## Kariera reprezentacyjna
W reprezentacji Brazylii Paulo Valentim zadebiutował 15 marca 1959 w meczu z reprezentacją Chile podczas Copa América 1959, na których Brazylia zajęła drugie miejsce. Na tym turnieju Paulo Valentim wystąpił w 5 meczach z Chile, Boliwią (2 bramki), Urugwajem (hat-trick), Paragwajem i Argentyną. Rozegrany 4 kwietnia 1959 mecz z reprezentacją Argentyny był jego ostatnim w reprezentacji.